# Crazy Barn Dance

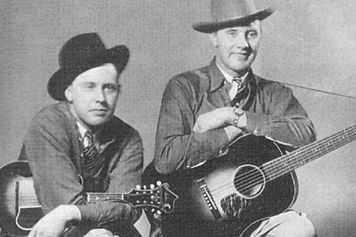
The Monroe Brothers

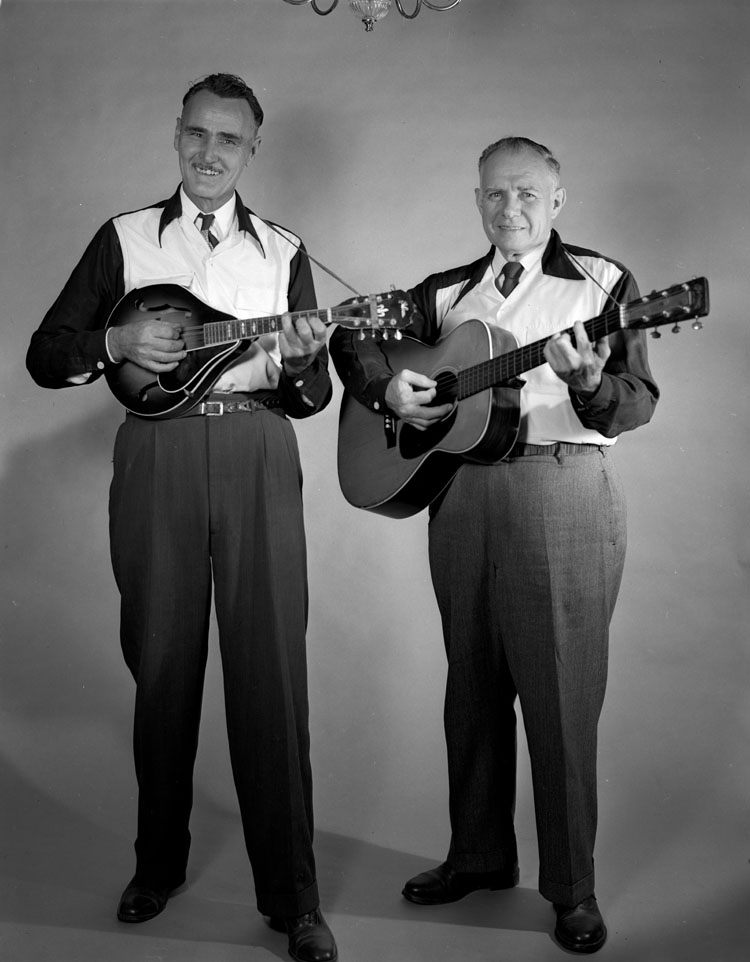
The Tobacco Tags

Der Crazy Barn Dance war eine US-amerikanische Country-Sendung, die von WBT und WPTF aus North Carolina gesendet wurde.

## Geschichte

### Bei WBT
Die Firma Crazy Water Chrystals eröffnete 1933 eine Niederlassung in Charlotte. Schnell begann man, Radiosendungen über den weitreichend hörbaren Sender WBT zu sponsoren. Im März 1934 wurde dann der Crazy Barn Dance, benannt nach Crazy Water Chrystals, gesendet. Das Ensemble der Show bestand aus amateurhaften sowie professionellen Stringbands aus der Region, die traditionelle Old-Time Music spielten.
Neben Gruppen wie den Dixon Brothers, Mainer's Mountaineers, den Blue Sky Boys, Homer „Pappy“ Sherill and his Crazy Blue Ridge Hillbillies, den Crazy Tennessee Ramblers und anderen zogen  vor allem die Monroe Brothers mit ihren blitzschnellen Instrumentaleinlagen die Aufmerksamkeit auf sich. Sie waren es, die dem Barn Danc gute Einschaltquoten und ein immer ausverkauftes Auditorium sicherten. Trotzdem war die Show weitaus populärer in Raleigh, North Carolina, als in Charlotte.
Im Herbst 1935 kam das Ende für den Crazy Barn Dance auf WBT, da Sender und Crazy Water Chrystals Streitigkeiten über die Finanzen hatten.

### Bei WPTF
Crazy Water Chrystals verlegte den Crazy Barn Dance nun nach WPTF, einem aufsteigenden Sender in Raleigh. Mit dem Moderator Hubert Thomas „Uncle Tom“ Fincher zog das Ensemble durch den östlichen Teil North Carolinas und hielt ihre Shows, die live über das Radio gesendet wurden, in verschiedenen Auditorien ab. Der Erfolg war weiterhin durchschlagend für die damaligen Verhältnisse; am Abend des 20. Juni 1936 standen 3000 Zuschauer vor einem Crazy Barn Dance, obwohl das Auditorium nur 1500 Leute fassen konnte, sodass die Hälfte wieder gehen musste.
Bei WBTF kamen einige neue Musiker hinzu, wie die Alamence Ramblers, Roxboro's Allensville Stringband, die Lonesome Trailers und viele weitere. Später wurde auch über WHAS aus Louisville, Kentucky, übertragen. Neuzugänge waren hier unter anderem die Log Cabin Boys.
Der Crazy Barn Dance kam wahrscheinlich Ende der 1930er- oder Anfang der 1940er-Jahre zu seinem Ende.

## Gäste und Mitglieder
- The Monroe Brothers
- The Blue Sky Boys
- The Dixon Brothers
- The Three Tobacco Tags
- Mainer’s Mountaineers
- Homer Sherrill and his Crazy Blue Ridge Hillbillies
- Log Cabin Boys
- The Crazy Tennessee Ramblers
- The Alamence Ramblers
- Roxboro’s Allensville Stringband
- The Lonesome Trailers
- C.R. Pittman’s Nite Owl Band
- Benson’s Johnston County Ramblers
- The Midnight Ramblers
- J.H. Bledsoe’s and his Melon Growers